# Seznam bývalých hraničních přechodů na česko-rakouské státní hranici
Seznam bývalých hraničních přechodů na česko-rakouské státní hranici obsahuje hraniční přechody silniční, železniční, říční, turistické pro pěší a cyklisty a další bývalé přechody mimo místních cest; doplňují jej přeshraniční propojení otevřené po vstupu České republiky do Schengenského prostoru v roce 2007. Je řazen ve směru ze západu na východ od hranice s Německem k hranici se Slovenskem a nemusí být úplný.
Ke dni 21. prosince 2007 Česká republika plně přistoupila k Schengenské dohodě. Podle ustanovení může být státní hranice mezi signatáři této smlouvy překročena po celé délce; výjimku mají národní parky, kde je mimo značené cesty zakázán pohyb osob. Protože země, které hraničí s Českou republikou, jsou signatáři dohody, všechny hraniční přechody byly zrušeny. V případě dočasného znovuzavedení ochrany vnitřních hranic je provoz na hraničním přechodu upraven Sdělením Ministerstva vnitra č. 395/2021 Sb.

## Seznam
| Hraniční přechod                              | Typ                                                   | Komunikace                             | Okres             |
| --------------------------------------------- | ----------------------------------------------------- | -------------------------------------- | ----------------- |
| Plešné jezero – Holzschlag                    | turistický                                            |                                        | Český Krumlov     |
| Zadní Zvonková – Schöneben                    | silniční                                              | Silnice III/1634                       | Český Krumlov     |
| Pestřice – Sonnenwald                         | turistický                                            |                                        | Český Krumlov     |
| Kyselov – Diendorf                            | silniční                                              | Silnice III/1638                       | Český Krumlov     |
| Ježová – Iglbach                              | turistický                                            |                                        | Český Krumlov     |
| Koranda – Sankt Oswald bei Haslach            | turistický                                            |                                        | Český Krumlov     |
| Pasečná – Lichtenau im Mühlkreis              | turistický                                            |                                        | Český Krumlov     |
| Rožnov – Hörleinsödt (Lichtenau im Mühlkreis) | turistický                                            |                                        | Český Krumlov     |
| Přední Výtoň – Guglwald                       | silniční                                              | Silnice III/16317                      | Český Krumlov     |
| Mnichovice – Dürnau                           | turistický                                            |                                        | Český Krumlov     |
| Studánky – Weigetschlag                       | silniční                                              | Silnice II/161                         | Český Krumlov     |
| Radvanov – Rading                             | turistický                                            |                                        | Český Krumlov     |
| Český Heršlák – Deutsch Hörschlag             | turistický                                            |                                        | Český Krumlov     |
| Horní Dvořiště – Summerau                     | železniční                                            | Trať 196                               | Český Krumlov     |
| Český Heršlák – Deutsch Hörschlag             | turistický                                            |                                        | Český Krumlov     |
| Český Heršlák – Edlbruck                      | turistický                                            |                                        | Český Krumlov     |
| Horní Dvořiště – Eisenhut                     | turistický                                            |                                        | Český Krumlov     |
| Dolní Dvořiště – Wullowitz                    | silniční                                              | Silnice I/3                            | Český Krumlov     |
| Cetviny – Hammern                             | turistický                                            |                                        | Český Krumlov     |
| Cetviny – Mairspindt                          | turistický                                            |                                        | Český Krumlov     |
| Pohoří – Karlstift                            | turistický                                            |                                        | Český Krumlov     |
| Stříbrné Hutě – Joachimsthal                  | turistický                                            |                                        | Český Krumlov     |
| Staré Hutě (Horní Stropnice) – Hirschenwies   | turistický                                            |                                        | České Budějovice  |
| Lukov – Hirschenwies                          | turistický                                            |                                        | České Budějovice  |
| Horní Stropnice-Šejby – Harbach               | turistický                                            |                                        | České Budějovice  |
| Šejby – Göllitzhof                            | turistický                                            |                                        | České Budějovice  |
| Nové Hrady – Pyhrabruck                       | silniční                                              | Silnice III/15616                      | České Budějovice  |
| Nové Hrady-Vyšné – Höhenberg                  | turistický                                            |                                        | České Budějovice  |
| České Velenice-Vitorazská ul. – Gmünd         | turistický                                            |                                        | Jindřichův Hradec |
| České Velenice – Gmünd                        | železniční                                            | Trať 199                               | Jindřichův Hradec |
| České Velenice-lávka – Gmünd II               | silniční železniční-zanikl                            | Silnice II/103                         | Jindřichův Hradec |
| České Velenice – Gmünd-Böhmzeil               | silniční                                              | Silnice II/103                         | Jindřichův Hradec |
| České Velenice-Hospodářský park – Gmünd       | silniční                                              |                                        | Jindřichův Hradec |
| České Velenice – Breitensee                   | železniční-zanikl                                     | Trať České Velenice–Litschau 1900–1950 | Jindřichův Hradec |
| Halámky – Nagelberg                           | silniční                                              | Silnice I/24                           | Jindřichův Hradec |
| Rapšach – Brand                               | silniční turistický                                   |                                        | Jindřichův Hradec |
| Nová Ves u Klikova (Nová Huť) – Langauhäuser  | turistický                                            |                                        | Jindřichův Hradec |
| Chlum u Třeboně – Schlag-Litschau             | silniční                                              | Silnice III/1531                       | Jindřichův Hradec |
| Nový Vojířov (Peršlák) – Haugschlag           | turistický                                            |                                        | Jindřichův Hradec |
| Smrčná – Haugschlag                           | silniční turistický                                   |                                        | Jindřichův Hradec |
| Nová Bystřice – Grametten                     | silniční                                              | Silnice II/128                         | Jindřichův Hradec |
| Artolec – Hirschenschlag                      | silniční turistický                                   |                                        | Jindřichův Hradec |
| Romava – Reingers                             | silniční turistický                                   |                                        | Jindřichův Hradec |
| Romava – Reiberg, Dobbersberg                 | turistický                                            |                                        | Jindřichův Hradec |
| Košťálkov – Kleintaxen                        | silniční turistický                                   | Silnice III/1527                       | Jindřichův Hradec |
| Maříž – Reinolz - Dobersberg                  | turistický                                            |                                        | Jindřichův Hradec |
| Slavonice – Fratres                           | silniční                                              | Silnice II/406                         | Jindřichův Hradec |
| Slavonice – Fratres - Gilgenberg              | turistický, cyklistický železniční zanikl v roce 1945 | Trať Slavonice - Fratres 1903 - 1945   | Jindřichův Hradec |
| Slavonice – Rappolz                           | turistický                                            |                                        | Jindřichův Hradec |
| Písečné – Neuriegers                          | turistický                                            |                                        | Jindřichův Hradec |
| Hluboká – Schaditz                            | turistický                                            |                                        | Jindřichův Hradec |
| Hluboká – Schaditz 1                          | turistický                                            |                                        | Jindřichův Hradec |
| Hluboká – Schaditz                            | silniční                                              | Silnice II/410                         | Jindřichův Hradec |
| Vratěnín – Oberthürnau                        | silniční                                              | Silnice III/40928                      | Znojmo            |
| Stálky – Heinrichsreith                       | turistický                                            |                                        | Znojmo            |
| Stálky – Wolfsbach                            | turistický                                            |                                        | Znojmo            |
| Šafov – Langau                                | turistický                                            |                                        | Znojmo            |
| Šafov – Riegersburg                           | silniční                                              | Silnice III/39819                      | Znojmo            |
| Podmyče – Felling                             | turistický                                            |                                        | Znojmo            |
| Čížov – Hardegg                               | turistický                                            |                                        | Znojmo            |
| Čížov – Poustevna-lávka                       | turistický                                            |                                        | Znojmo            |
| Hnanice – Mitterretzbach/Heiliger Stein       | turistický                                            |                                        | Znojmo            |
| Hnanice – Mitterretzbach                      | silniční                                              | Silnice II/413                         | Znojmo            |
| Znojmo – Retz                                 | železniční                                            | Trať 248                               | Znojmo            |
| Hatě – Kleinhaugsdorf                         | silniční                                              | Silnice I/38                           | Znojmo            |
| Dyjákovičky – Hadres                          | turistický                                            |                                        | Znojmo            |
| Jaroslavice – Seefeld-Kadolz                  | silniční                                              | Silnice III/39712                      | Znojmo            |
| Jaroslavice – Zwingendorf                     | silniční                                              | Silnice II/397                         | Znojmo            |
| Dyjákovice – Wulzeshofen                      | turistický                                            |                                        | Znojmo            |
| Hevlín – Laa an der Thaya                     | silniční                                              | Silnice II/415                         | Znojmo            |
| Hevlín – Laa an der Thaya                     | železniční-zanikl                                     | Trať Hevlín–Laa 1870-1947              | Znojmo            |
| Novosedly – Laa an der Thaya                  | železniční-zanikl                                     | Trať Novosedly–Laa 1872–1930           | Břeclav           |
| Nový Přerov – Alt Prerau 1                    | turistický                                            |                                        | Břeclav           |
| Nový Přerov – Alt Prerau                      | silniční                                              | Silnice III/4144                       | Břeclav           |
| Březí – Wildendürnbach                        | turistický                                            |                                        | Břeclav           |
| Mikulov – Ottenthal                           | silniční                                              | Silnice III/0523                       | Břeclav           |
| Mikulov – Drasenhofen                         | silniční                                              | Silnice I/52                           | Břeclav           |
| Sedlec – Drasenhofen                          | turistický                                            |                                        | Břeclav           |
| Valtice – Schrattenberg                       | silniční                                              | Silnice III/41413                      | Břeclav           |
| Valtice – Schrattenberg                       | turistický                                            |                                        | Břeclav           |
| Valtice – Katzelsdorf                         | silniční                                              | Silnice III/41415                      | Břeclav           |
| Poštorná – Reintal                            | silniční                                              | Silnice I/55                           | Břeclav           |
| Břeclav – Hohenau                             | železniční                                            |                                        | Břeclav           |
| Poštorná – Rabensburg                         | turistický                                            |                                        | Břeclav           |